# Isidoro Arredondo

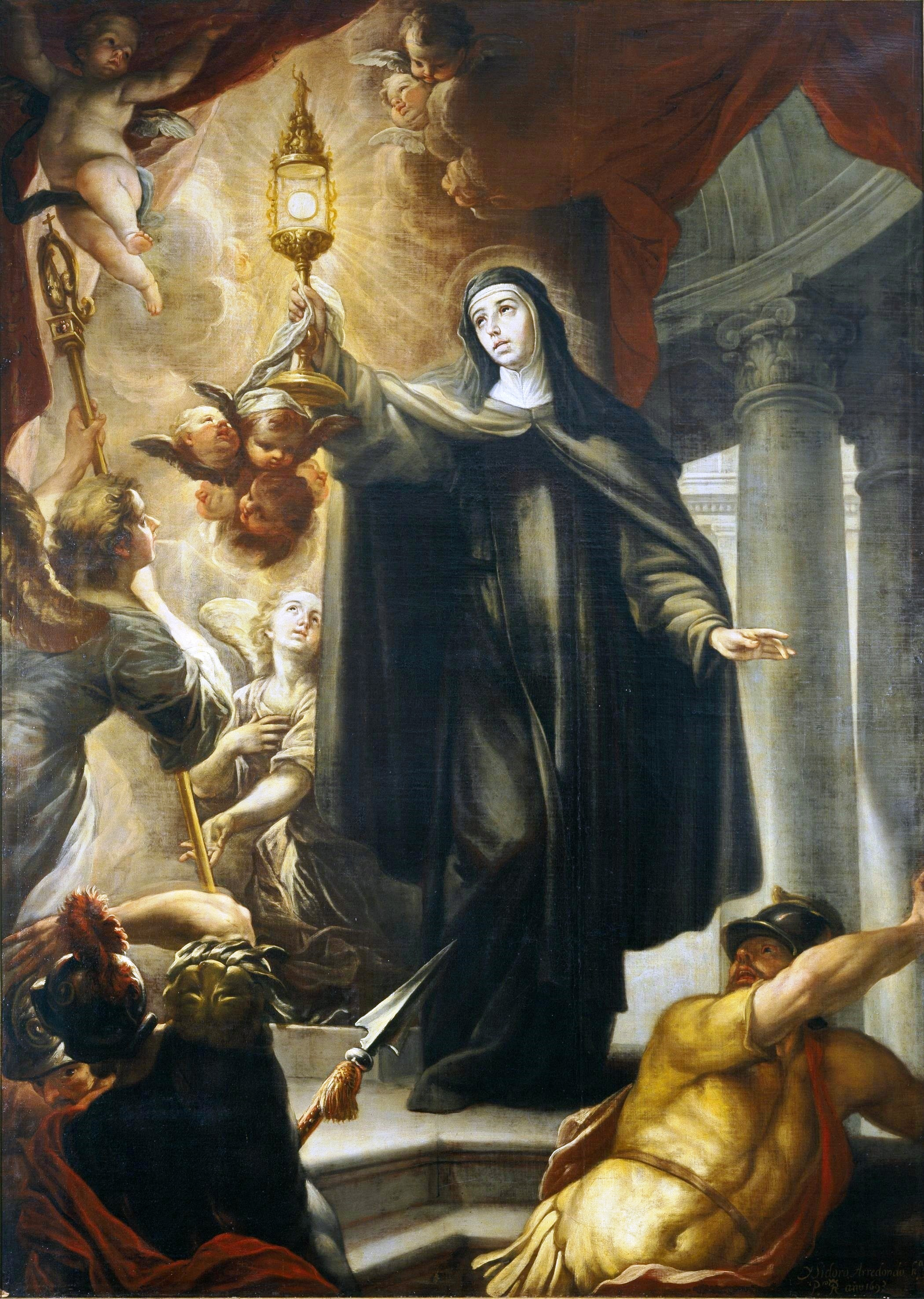
Santa Clara ahuyentando a los infieles con la Eucaristía, 1693. Óleo sobre lienzo, 250 x 180 cm, Madrid, Museo del Prado. Actualmente ,2023, en Palacio de los Consejos, Madrid

Isidoro Bernardo Arredondo (Colmenar de Oreja, 1655-Madrid, 1702) fue un pintor barroco español. Formado en el taller de Francisco Rizi, de quien llegó a ser el más estrecho colaborador en sus últimos años, en 1685 alcanzó el nombramiento de pintor del rey Carlos II.

## Biografía
Hijo de Cristóbal Arredondo y Águeda Lanieta, nació en Colmenar de Oreja el 11 de noviembre de 1655 y fue bautizado en la iglesia parroquial de Santa María el 22 del mismo mes.
Antonio Palomino, que tuvo trato directo con él, dejó una elogiosa semblanza de su persona, destacando la bondad de su carácter y apacible trato. Viendo sus padres su inclinación al dibujo, lo enviaron a Madrid a estudiar con José García Hidalgo con quien, según el biógrafo cordobés, enemigo irreconciliable de Hidalgo, a quien llama «hombre de raro y extravagante humor», estuvo pocos meses. Pasó de allí al taller de Francisco Rizi con el que aprendió el método de la «quadratura» y la pintura al temple y al fresco, colaborando con el maestro en los telones de las comedias y otras obras al servicio de la corte. Sin haberse dado a conocer como pintor independiente, y casado con la ahijada de su maestro, en 1685, poco antes de la muerte de Rizi, fue nombrado pintor del rey ad honorem. Tal nombramiento debió de causar sorpresa entre los otros pintores de Madrid y algunos recelos, pues, cuenta Palomino, fue «la primera noticia que tuvimos de que tal pintor había en el mundo». Según García Hidalgo, en sus Principios para estudiar el nobilísimo arte de la pintura, editados en 1693, su antiguo discípulo habría sido nombrado en 1686 «segundo pintor de cámara» para ocupar la plaza que había tenido Rizi, de lo que no hay otra noticia, aunque sí consta que a la muerte de Rizi se le asignaron los gajes que venía cobrando este. Arredondo heredó también los materiales del estudio, «que era muy cuantioso; pues sólo de borroncillos, dibujos, y trazas de Rizi, no tenían número, ni precio». En 1688 solicitó la plaza de ayuda de la furriera, alegando que llevaba diez años trabajando al servicio de la corte a las órdenes de Rizi y de nuevo en 1690, afirmando ahora que llevaba dieciséis años sirviendo a la corona «en todas las horas que en este tiempo se an ofrecido en las Reales Casas como también en aderezos y dibujos de comedias». De nuevo en 1700 solicita la plaza de ayuda de la furriera, sin alcanzarla nunca, pero a la muerte de Carlos II se le nombró tasador de la colección real junto con Luca Giordano y Ruiz de la Iglesia.

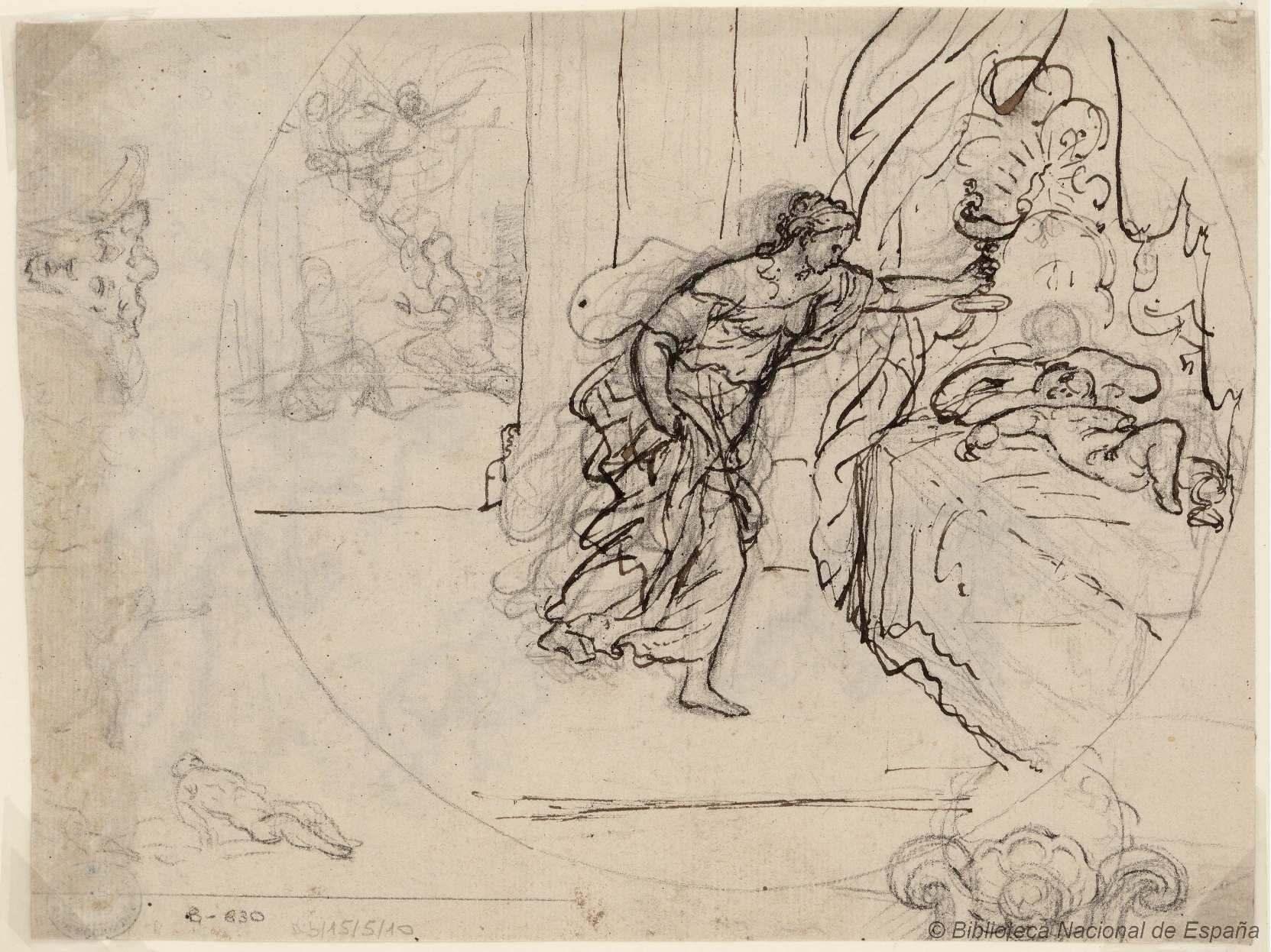
Psique se acerca con la lámpara al lecho donde duerme Cupido, dibujo sobre papel amarillento verjurado; lápiz negro, pluma y tinta negra, 206 x 270 mm, Madrid, Biblioteca Nacional de España. Dibujo preparatorio para las pinturas de la galería del Cierzo del Palacio Real de Madrid.

Consta su participación en 1686 en la decoración del cuarto de la reina María Luisa de Orleáns en el Palacio Real, en unión de Sebastián Muñoz, Jan van Kessel, el Mozo y el propio Palomino, donde según este le correspondió la pintura de un gabinetillo y dos historias de Psique y Cupido en la galería del Cierzo, de las que se conoce un dibujo previo conservado en la Biblioteca Nacional de Madrid. También pintó al fresco en el cuarto de la reina del Palacio del Buen Retiro al procederse a su remodelación en 1690 para recibir a la nueva reina, Mariana de Neoburgo, bajo la dirección de Claudio Coello y en unión de Sebastián Muñoz y Francisco Ignacio Ruiz de la Iglesia.
La huella de Claudio Coello se observa en la escasa obra conservada: San Luis obispo y Santa Clara, pintados para los altares colaterales de la desaparecida iglesia de Nuestra Señora de Constantinopla (Museo del Prado) y dos historias de San Eloy para los costados de la capilla mayor de la parroquial de San Salvador (Patrimonio Nacional), todos ellos fechados en 1693. En todas estas obras se aprecia el gusto por las composiciones dinámicas y las arquitecturas suntuosas en los fondos, en las que se pone de manifiesto el estudio de la «quadratura», como se observa también en la atribuida Santa Gertrudis con San Agustín y la Santísima Trinidad del Bowes Museum de Barnard Castle (Durham).